# Football Club Nordsjælland 2017-2018
Questa voce raccoglie le informazioni riguardanti il Football Club Nordsjælland nelle competizioni ufficiali della stagione 2017-2018.

## Rosa
| N. |                      | Ruolo | Calciatore           |
| -- | -------------------- | ----- | -------------------- |
| 1  | Islanda (bandiera)   | P     | Rúnar Alex Rúnarsson |
| 2  | Croazia (bandiera)   | D     | Karlo Bartolec       |
| 3  | Danimarca (bandiera) | D     | Pascal Gregor        |
| 5  | Danimarca (bandiera) | D     | Mads Pedersen        |
| 6  | Danimarca (bandiera) | C     | Lasse Petry          |
| 8  | Danimarca (bandiera) | D     | Patrick Mtiliga      |
| 9  | Danimarca (bandiera) | A     | Tobias Mikkelsen     |
| 10 | Danimarca (bandiera) | A     | Emiliano Marcondes   |
| 11 | Norvegia (bandiera)  | C     | Mohammed Fellah      |
| 12 | Ghana (bandiera)     | A     | Ernest Asante        |
| 14 | Norvegia (bandiera)  | A     | Mathias Rasmussen    |
| 15 | Danimarca (bandiera) | C     | Mads Aaquist         |
| 16 | Danimarca (bandiera) | D     | Benjamin Hansen      |
| 17 | Danimarca (bandiera) | D     | Andreas Skovgaard    |

| N. |                      | Ruolo | Calciatore               |
| -- | -------------------- | ----- | ------------------------ |
| 18 | Danimarca (bandiera) | P     | Nicolai Larsen           |
| 19 | Danimarca (bandiera) | C     | Nicklas Strunck Jakobsen |
| 20 | Danimarca (bandiera) | D     | Patrick Da Silva         |
| 23 | Danimarca (bandiera) | C     | Mathias Jensen           |
| 29 | Danimarca (bandiera) | A     | Nikolai Frederiksen      |
| 30 | Ghana (bandiera)     | D     | Abdul Mumin              |
| 31 | Ghana (bandiera)     | A     | Godsway Donyoh           |
| 32 | Danimarca (bandiera) | D     | Viktor Tranberg          |
| 33 | Ghana (bandiera)     | C     | Collins Tanor            |
| 34 | Danimarca (bandiera) | A     | Martin Frese             |
| 25 | Danimarca (bandiera) | A     | Jakob Johansson          |
| 36 | Danimarca (bandiera) | C     | Victor Nelsson           |
| 38 | Danimarca (bandiera) | C     | Magnus Kofoed Andersen   |

- Numero giocatori in rosa: 27
- Stranieri: 8 (29,6%)
- Età media; 23,1 anni

## Trasferimenti estivi
| Acquisti | Acquisti        | Acquisti        | Acquisti           |
| R.       | Nome            | da              | Modalità           |
| -------- | --------------- | --------------- | ------------------ |
| D        | Benjamin Hansen | Fredericia      | ?                  |
| P        | Nicolai Larsen  | Aalborg         | ?                  |
| C        | Collins Tanor   | Manchester City | ?                  |
| C        | Mads Aaquist    | Helsingør       | ?                  |
|          | 4 acquisti      |                 | spesa totale = 0 € |

| Cessioni | Cessioni          | Cessioni        | Cessioni                         |
| R.       | Nome              | a               | Modalità                         |
| -------- | ----------------- | --------------- | -------------------------------- |
| C        | Stanislav Lobotka | Celta Vigo      | definitivo (5 mlioni €)          |
| A        | Marcus Ingvartsen | Genk            | definitivo (4,95 milioni €)      |
| P        | Patrik Carlgren   | Konyaspor       | gratuito                         |
| A        | Souheib Dhaflaoui | Næstved         | gratuito                         |
| C        | Christian Köhler  | Helsingør       | ?                                |
| D        | Andreas Maxsö     | Ankaraspor      | ?                                |
| P        | Indy Groothuizen  | Ajax            | fine prestito                    |
| C        | Collins Tanor     | Manchester City | fine prestito                    |
|          | 8 cessioni        |                 | guadagno totale = 9,95 milioni € |
|          |                   |                 | saldo finale = + 9,95 milioni €  |

## Trasferimenti invernali
| Acquisti | Acquisti      | Acquisti | Acquisti                |
| R.       | Nome          | da       | Modalità                |
| -------- | ------------- | -------- | ----------------------- |
| D        | Ulrik Jenssen | Tromsø   | definitivo (350 mila €) |
|          |               |          |                         |

| Cessioni | Cessioni           | Cessioni        | Cessioni      |
| R.       | Nome               | a               | Modalità      |
| -------- | ------------------ | --------------- | ------------- |
| D        | Pascal Gregor      | Helsingør       | gratuito      |
| A        | Emiliano Marcondes | Brentford       | gratuito      |
| D        | Patrick Mtiliga    |                 | ritiro        |
| D        | Abdul Mumin        | Køge BK         | prestito      |
| C        | Mohammed Fellah    | Odense          | prestito      |
| C        | Collins Tanor      | Manchester City | fine prestito |
| A        | Jakob Johansson    | Randers         | prestito      |
|          |                    |                 |               |
|          |                    |                 |               |